# Euplexia borbonica
Euplexia borbonica är en fjärilsart som beskrevs av Pierre E.L. Viette 1957. Euplexia borbonica ingår i släktet Euplexia och familjen nattflyn. Inga underarter finns listade i Catalogue of Life.